# Dyskografia Dead Kennedys
Ta strona zawiera pełną dyskografię punkrockowego zespołu Dead Kennedys.

## Albumy studyjne
| Rok wydania | Tytuł                              | Wydawca               |
| ----------- | ---------------------------------- | --------------------- |
| 1980        | Fresh Fruit for Rotting Vegetables | IRS Records           |
| 1982        | Plastic Surgery Disasters          | Alternative Tentacles |
| 1985        | Frankenchrist                      | Alternative Tentacles |
| 1986        | Bedtime for Democracy              | Alternative Tentacles |

## EP
| Rok wydania | Tytuł                 | Wydawca               |
| ----------- | --------------------- | --------------------- |
| 1981        | In God We Trust, Inc. | Alternative Tentacles |

## Albumy koncertowe
| Rok wydania | Tytuł                 | Wydawca               |
| ----------- | --------------------- | --------------------- |
| 1983        | A Skateboard Party    | Alternative Tentacles |
| 2001        | Mutiny on the Bay     | Alternative Tentacles |
| 2004        | Live at the Deaf Club | Manifesto             |

## Albumy kompilacyjne
| Rok wydania | Tytuł                                             | Wydawca               |
| ----------- | ------------------------------------------------- | --------------------- |
| 1987        | Give Me Convenience or Give Me Death              | Alternative Tentacles |
| 1988        | Plastic Surgery Disasters / In God We Trust, Inc. | Alternative Tentacles |
| 2007        | Milking the Sacred Cow                            | Manifesto             |

## Single
| Rok wydania | Tytuł                 | Wydawca               |
| ----------- | --------------------- | --------------------- |
| 1979        | California Über Alles | Optional Music        |
| 1980        | Holiday in Cambodia   | Cherry Red            |
| 1980        | Kill the Poor         | Alternative Tentacles |
| 1981        | Too Drunk to Fuck     | Cherry Red            |
| 1981        | Nazi Punks Fuck Off!  | Alternative Tentacles |
| 1982        | Bleed for Me          | Alternative Tentacles |
| 1982        | Halloween             | Alternative Tentacles |